# エビングハウス錯視

2つのオレンジ色の円は、全く同じ大きさである。しかし、左側のほうが小さく見えるだろう。

エビングハウス錯視（エビングハウスさくし、Ebbinghaus illusion）は、相対的な大きさ知覚 (size perception) に関連する、錯視の一種である。この錯視のうち最もよく知られている類型は、同じ大きさの円が2つあり、それぞれ大きな円か小さな円で囲まれている図である。前者の円は小さく、後者の円は大きく知覚される。
この錯視は、ドイツの心理学者ヘルマン・エビングハウスにちなんで命名された。

## 行動への影響
エビングハウス錯視は、知覚 (perception) と行動 (action) のそれぞれに異なる処理経路が存在するかについて検討した近年の議論で、重要な役割を果たした（詳細は視覚野を参照）。
エビングハウス錯視は大きさの「知覚」をゆがめるが、把握 (grasping)（丸をつかむために手を広げさせるような実験）のような「行動」で被験者が応答した場合には、大きさのゆがみは生じなかったという。
しかしながら、近年の研究は、もとの実験に不備があったことを指摘している。もとの刺激は把握行動の誤差が生じにくいようになっていたため、把握による応答が正確になった可能性があった。また、周辺刺激の大きさが異なる2つの刺激をそれぞれ別々に提示していたために、参照刺激としてはたらくはずの2つめの中心円盤が存在せず、このことにより錯覚が生じなくなっていた可能性があった。Franz et al.は、行動系と知覚系はともにエビングハウス錯視を生じると結論している。

## ヒト以外
この錯視は、イルカでも確認されている。一方、ハトではヒトと逆の錯視が確認されている。すなわち、ハトには、大きい丸に囲まれた中心丸（図の左のオレンジ色の丸）のほうが大きく見える。